# Iragua ferruginea
Iragua ferruginea är en insektsart som beskrevs av Rodney Ramiro Cavichioli 1991. Iragua ferruginea ingår i släktet Iragua och familjen dvärgstritar. Inga underarter finns listade i Catalogue of Life.